# Ecorșeu

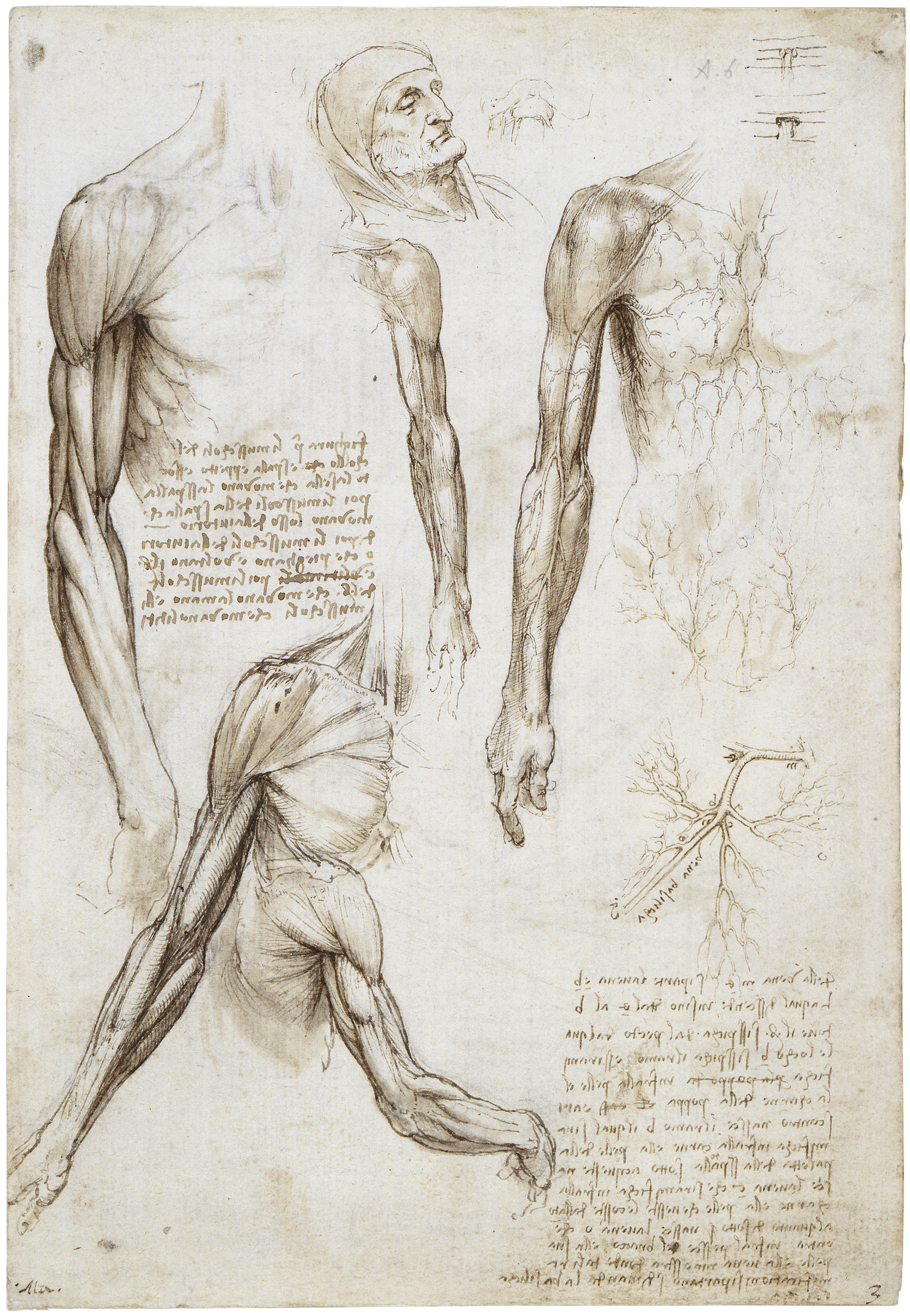
Ecorşeu de Leonardo da Vinci.

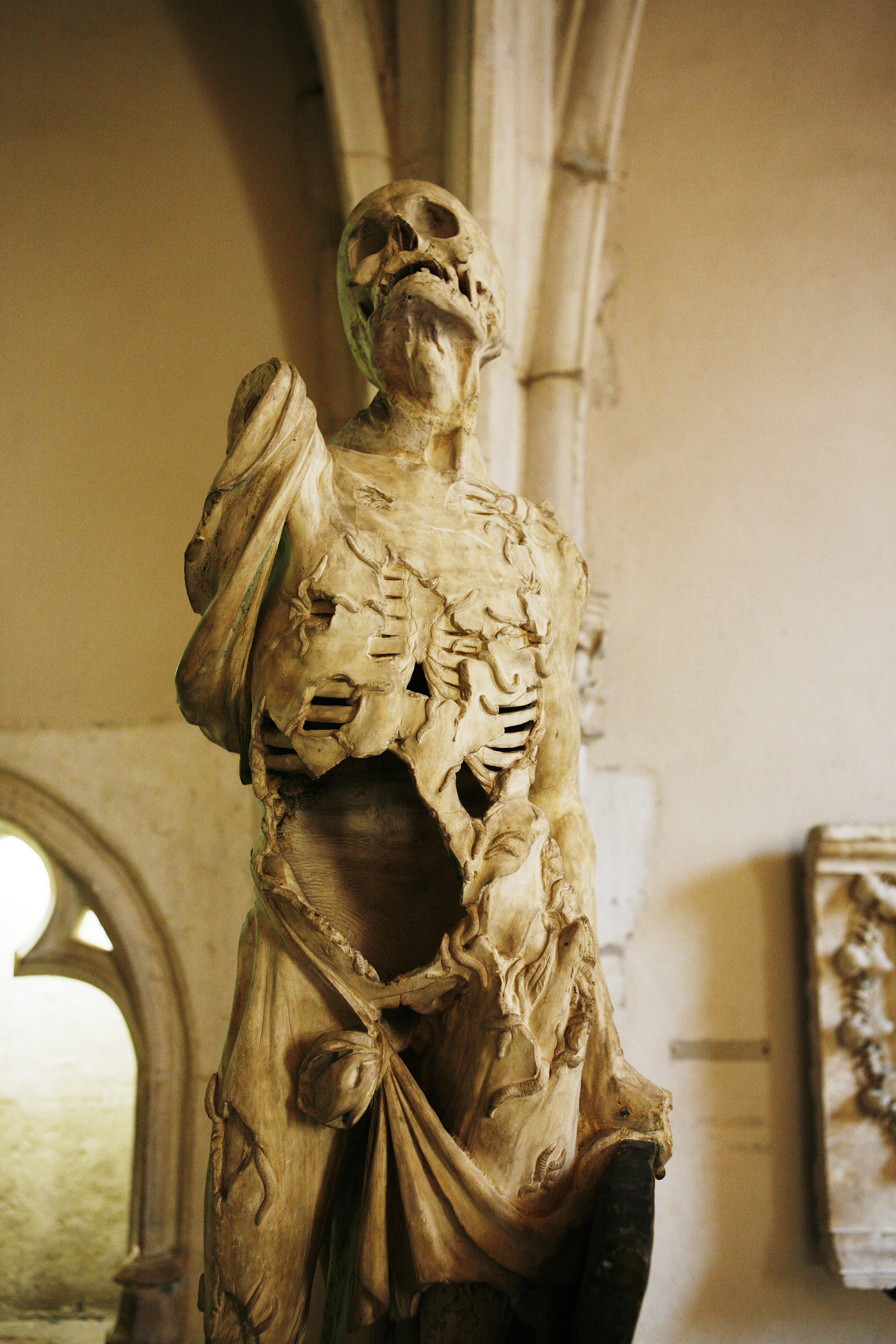
Ecorşeu de Ligier Richier.

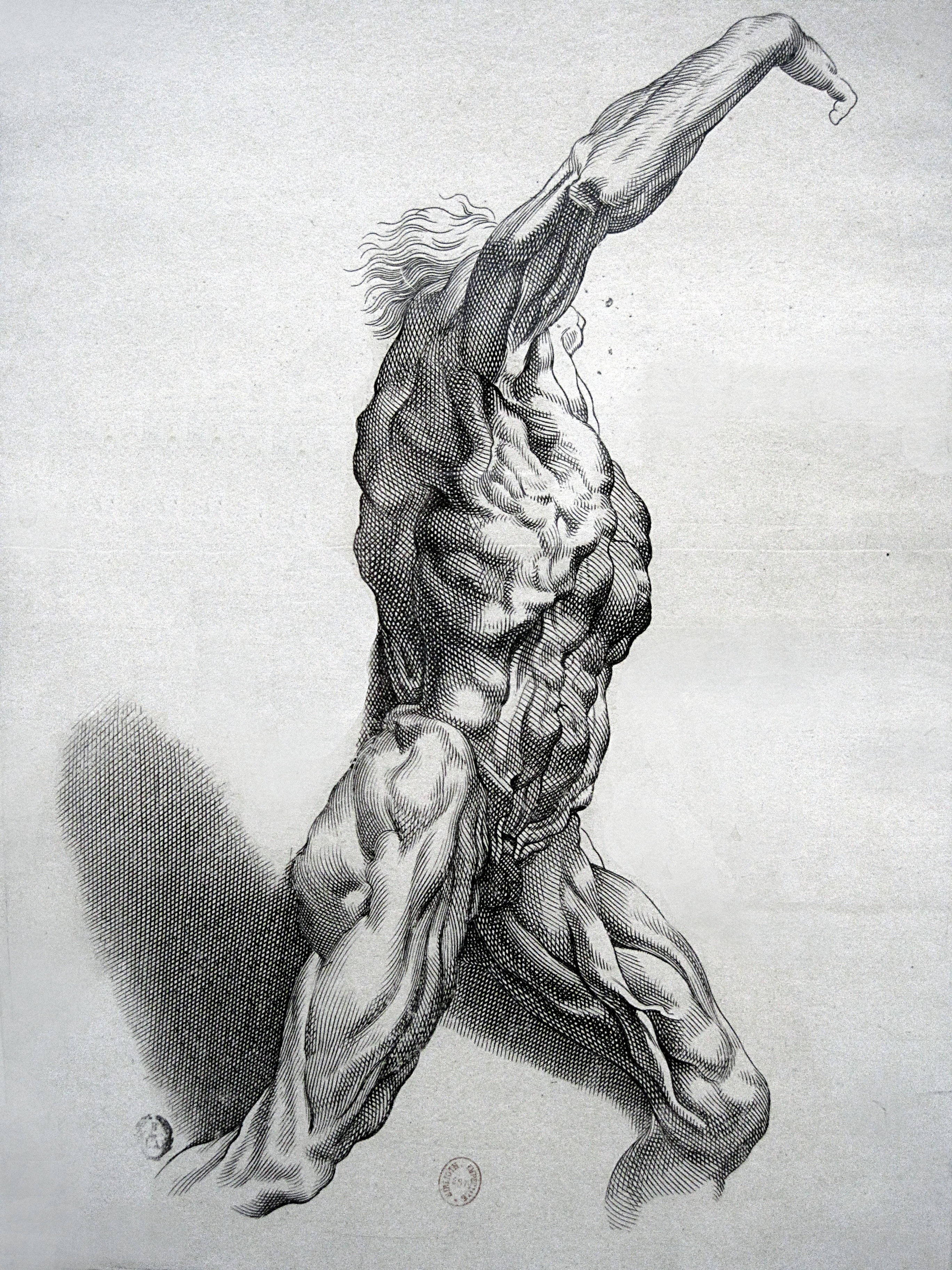
Ecorşeu de Paulus Pontius.

Un ecorșeu (din franceză écorché) este o figură desenată, pictată sau sculptată care arată mușchii corpului în mod normal, fără piele, ca o figură de studiu pentru anatomiști sau ca un exercițiu de antrenament. Arhitectul și teoreticianul renascentist Leon Battista Alberti recomanda ca atunci când pictorii intenționează să descrie un nud, aceștia ar trebui să deseneze în primul rând mușchii și oasele, și apoi să descrie aspectul pielii.

## Privire de ansamblu
Unele dintre primele binecunoscute studii de acest gen au fost efectuate de Leonardo da Vinci. Studiile sale includ disecarea cadavrelor și crearea de desene detaliate ale subiectului. Există însă și unele informații că pracici de acest fel au avut loc și în Grecia Antică, dar nu sunt cunoscute detalii.
Termenul écorché, care înseamnă literalmente „jupuit", a intrat în utilizare prin intermediul limbii franceze, datorită unor academii (cum ar fi „École des Beaux Arts”) din secolul al 19-lea.

## Istorie

### Renașterea
Renașterea pornită din Italia în perioada anilor 1450 și 1600, a dus la revitalizara caracteristicilor culturilor antice (greacă și romană) în artă, ceea ce a dus și la impulsionarea studiilor de anatomie umană. Practica de a diseca corpul uman a fost interzisă timp de multe secole, datorită convingerii că trupul și sufletul sunt de nedespărțit. După ce a fost ales papă Bonifaciu al VIII-lea, practicile de disecție au fost din nou permise pentru observații. Mulți pictori și artiști au efectuat disecții ei înșiși, efectuând observații atente ale corpului uman. Printre ei au fost Leonardo da Vinci și Andreas Vesalius, doi dintre cei mai influenți artiști în ilustrații anatomice. Leonardo da Vinci, în special, a fost foarte detaliat în studiile sale, astfel încât a fost recunoscut sub numele de „artist-anatomist" datorită creări unei noi științe și anume anatomia reprezentativă. Studiile anatomice ale lui Leonardo au contribuit la explorarea artistică a mișcării mușchilor, articulațiilor și oaselor. Scopul lui a fost de a analiza și de a înțelege instrumentele din spatele postúrilor și gesturilor corpului uman.

### Secolele 17 - 19
Imaginile plastice pentru studiul anatomic au devenit populare printre academiile medicale din Europa în secolele 17 și 18, mai ales că atunci a existat o lipsă de corpuri disponibile pentru disecții. Studenții la medicină s-au bazat pe aceste figuri deoarece acestea ofereau o bună reprezentare din punct de vedere anatomic. Ecorșeele (jupuiții) erau făcute să arate ca și cum pielea a fost eliminată de pe corp, expunând mușchii și vasele de sânge. Unele figuri au fost create prin înlăturarea straturilor de mușchi, astfel încât să descopere scheletul. Multe dintre ecorșee au fost reproduse la o scară mai mică din bronz, ca să poată fi distribuite și expuse cu ușurință.
Ecorșeele erau realizate de obicei din diferite materiale: bronz, fildeș, ipsos, ceară sau lemn. Prin secolul al XVIII-la și începutul secolului al XIX-lea, ceara a fost cel mai popular material utilizat în crearea ecorșeelor statui. Producerea de ceară colorată a permis anatomiștilor să realizeze o gamă variată de nuanțe și tonuri care făceau ca modelele să pară a fi reale.

## Anatomie
S-au folosit preparate anatomice ecorșe pentru formarea în Școala Veterinară fondată în 1765-1766 la Maisons-Elfort și alte instituții de învățământ franceze. Un număr mare de medicamente ecorhe au fost efectuate de către primul director al școlii veterinare de la Maisons-Elfort, anatomistul Honore Fragonard.